# Hinojares
Hinojares es una localidad y municipio español situado en la parte centro-sur de la comarca de Sierra de Cazorla, en la provincia de Jaén, comunidad autónoma de Andalucía. Limita con los municipios de Pozo Alcón, Huesa y Quesada. Por su término discurren los ríos Guadiana Menor, Ceal, Turrillas.
El municipio hinojariense comprende los núcleos de población de Hinojares —capital municipal— y Cuenca.
Casi la totalidad del municipio forma parte del parque natural de la Sierra de Cazorla, Segura y Las Villas.
Rodeada de barrancos, fue aldea de Pozo Alcón hasta el año 1690 en que se convirtió en villa, pasando su señorío a manos de Íñigo Fernández de Angulo y, posteriormente, al marqués de Hinojares. Destaca la iglesia parroquial de San Marcos Evangelista, en cuyo interior existe una pila bautismal de mármol blanco.
Sus fiestas más populares son San Marcos (25 de abril) y las fiestas del Santo Cristo (21 de agosto).

## Geografía humana

### Demografía
Cuenta con una población de 343 habitantes (INE 2024).
| Gráfica de evolución demográfica de Hinojares entre 1842 y 2021                                                       |
| |
| Población de derecho según los censos de población del INE. Población de hecho según los censos de población del INE. |

### Población por núcleos
Desglose de población según el Padrón Continuo por Unidad Poblacional del INE.
| Núcleos   | Habitantes (2014) | Varones | Mujeres |
| --------- | ----------------- | ------- | ------- |
| Cuenca    | 51                | 30      | 21      |
| Hinojares | 319               | 171     | 148     |

## Organización político-administrativa

### Elecciones municipales
| Elecciones municipales desde 1979                      |      |      |      |      |      |      |      |      |      |      |      |      |
|                                                        | 1979 | 1983 | 1987 | 1991 | 1995 | 1999 | 2003 | 2007 | 2011 | 2015 | 2019 | 2023 |
| AP/PP                                                  | -    | 3    | 4    | 4    | 3    | 5    | 4    | 2    | 4    | 3    | 3    | 4    |
| PSOE                                                   | 4    | 4    | 3    | 3    | 4    | 2    | 3    | 5    | 3    | 4    | 4    | 3    |
| ORT                                                    | 0    | -    | -    | -    | -    | -    | -    | -    | -    | -    | -    | -    |
| UCD                                                    | 3    | -    | -    | -    | -    | -    | -    | -    | -    | -    | -    | -    |
| En negrilla el partido más votado                      |      |      |      |      |      |      |      |      |      |      |      |      |
| Fuente: Datos de las elecciones municipales desde 1979 |      |      |      |      |      |      |      |      |      |      |      |      |

### Alcaldía
| Periodo   | Nombre                          | Partido                           |
| --------- | ------------------------------- | --------------------------------- |
| 1979-1983 | José María Parra Martos         |                                   |
| 1983-1987 | José María Parra Martos         |                                   |
| 1987-1991 | Daniel Gutiérrez Caballero      | 1983-1989                         |
| 1991-1995 | José María Ruiz Fernández       | Logo del PP desde 1989 hasta 1993 |
| 1995-1999 | Ángel Escudero Haro             |                                   |
| 1999-2003 | Jesús Martínez Sánchez          | Logo del PP desde 1993 hasta 2001 |
| 2003-2007 | Jesús Martínez Sánchez          | Logo del PP desde 2001 hasta 2004 |
| 2007-2011 | Dolores Parra González          |                                   |
| 2011-2015 | Serafín Sánchez Guerrero        | Logo del PP desde 2008 hasta 2015 |
| 2015-2019 | Marón Martínez Sevilla          |                                   |
| 2019-2023 | Marón Martínez Sevilla          |                                   |
| 2023-act. | Santiago Jesús Iruela Rodríguez |                                   |

### Evolución de la deuda viva
El concepto de deuda viva contempla solo las deudas con cajas y bancos relativas a créditos financieros, valores de renta fija y préstamos o créditos transferidos a terceros, excluyéndose, por tanto, la deuda comercial.
| Gráfica de evolución de Deuda viva del Ayuntamiento de Hinojares entre 2008 y 2019                                |
| |
| Deuda viva del Ayuntamiento de Hinojares en miles de Euros según datos del Ministerio de Hacienda y Ad. Públicas. |

La deuda viva municipal por habitante en 2014 ascendía a 567,32 €.

## Patrimonio histórico
- Poblado íbero de los Castellones de Ceal.[6]